# Gare de Givors-Ville
Gare de Givors-Ville – stacja kolejowa w Givors, w departamencie Rodan, w regionie Owernia-Rodan-Alpy, we Francji.
Jest stacją Société nationale des chemins de fer français (SNCF), obsługiwaną przez pociągi TER Rhône-Alpes.